# Histopathologie
Histopathologie is de (meestal microscopische) studie van ziekteprocessen in weefsels. Het woord wordt ook wel gebruikt voor het resultaat van de beoordeling van dergelijke weefselmonsters (biopsie) door een patholoog. In de histopathologie zijn het de histologische secties die onder de microscoop onderzocht worden, terwijl het in de cytopathologie anderzijds om de studie van om vrije cellen en weefseldelen gaat. 

## Histopathologisch onderzoek
Histopathologisch onderzoek begint met de verwijdering van weefsel uit een lichaam of plant bij biopsie, chirurgie of autopsie, waarna als voorbereiding op het microscopisch onderzoek chemische fixatie (met behulp van bijvoorbeeld  formaline) of cryosectie volgt om de staat van het monster zo natuurlijk mogelijk te houden. 
Wanneer chemische fixatie wordt toegepast gaat het weefselmonster eerst in een speciale container, waar reagentia erop kunnen inwerken. De container wordt vervolgens ondergedompeld in enkele "baden" met steeds hogere concentraties ethanol om het weefsel te ontwateren, waarna onderdompeling in tolueen of xyleen en ten slotte in een hete vloeistof (60°C - 65°C), meestal paraffine, volgt. Het weefsel wordt zodoende geïmpregneerd met paraffine. Het aldus verwerkte weefsel wordt daarna uit de container genomen en in een mal geplaatst en hieraan wordt nog eens extra paraffine toegevoegd dat bij kamertemperatuur uiteindelijk stolt tot een blok. Met behulp van een microtoom wordt het weefsel ten slotte in zeer dunne plakken met een dikte van 2 tot 7 micrometer gesneden. Deze plakken worden voor het onderzoek op een objectglaasje gelegd, waarna eventueel kleuring met behulp van kleurstoffen volgt, bijvoorbeeld om het contrast onder de microscoop te verbeteren. Bij histopathologisch onderzoek wordt voor deze kleuring veelal gebruikgemaakt van een combinatie van hematoxyline (waardoor de celkern blauw kleurt) en eosine (waardoor onder meer het cytoplasma rood of roze kleurt).
Bij cryosectie wordt het te onderzoeken weefsel eerst ingevroren en vervolgens met behulp van een microtoom in een cryostaat in zeer dunne plakken gesneden. Deze worden op het objectglas gelegd, waarna onmiddellijke fixatie en kleuring volgt. Deze methode is sneller maar levert ook minder goede resultaten op.